# Студенческая (платформа в Красноярске)
Студе́нческая — платформа Красноярской железной дороги в городе Красноярске. Расположена на трёхпутном участке Транссибирской магистрали, на перегоне Енисей — Злобино, между платформами Белые Росы и Первомайская.
Имеет 2 платформы: боковую и островную. Боковая расположена с северной стороны путей, имеет бетонный навес с билетной кассой. С южной стороны островной платформы проходит третий путь перегона Енисей — Злобино, который между платформами Студенческая и Первомайская по путепроводу переходит на северную сторону двух основных путей. С 30 декабря 2014 года, с открытием новой платформы «Белые Росы», расположенной между Студенческой и станцией Енисей, по данному пути следуют все электропоезда. Чётный путь теперь используется только поездами, проходящими платформу без остановки.
На платформе останавливаются все электропоезда, кроме экспресса Красноярск — Иланская. Экспресс сообщением Красноярск — Решоты останавливается только при следовании из Красноярска, в обратном направлении остановки на платформе нет.
Восточнее платформы Студенческая пути проходят по путепроводу над улицей Матросова.